# Саут Форк (Колорадо)
Саут Форк (енгл. South Fork) град је у америчкој савезној држави Колорадо.

## Демографија
По попису из 2010. године број становника је 386, што је 218 (-36,1%) становника мање него 2000. године.
| Група             | 2000.       | 2010.       |
| Белци             | 512 (84,8%) | 345 (89,4%) |
| Афроамериканци    | 1 (0,2%)    | 2 (0,5%)    |
| Азијати           | 1 (0,2%)    | 2 (0,5%)    |
| Хиспаноамериканци | 75 (12,4%)  | 30 (7,8%)   |
| Укупно            | 604         | 386         |